# Łuczywno (gromada)
Łuczywno – dawna gromada, czyli najmniejsza jednostka podziału terytorialnego Polskiej Rzeczypospolitej Ludowej w latach 1954–1972.
Gromady, z gromadzkimi radami narodowymi (GRN) jako organami władzy najniższego stopnia na wsi, funkcjonowały od reformy reorganizującej administrację wiejską przeprowadzonej jesienią 1954 do momentu ich zniesienia z dniem 1 stycznia 1973, tym samym wypierając organizację gminną w latach 1954–1972.
Gromadę Łuczywno z siedzibą GRN w Łuczywnie utworzono – jako jedną z 8759 gromad na obszarze Polski – w powiecie kolskim w woj. poznańskim, na mocy uchwały nr 24/54 WRN w Poznaniu z dnia 5 października 1954. W skład jednostki weszły obszary dotychczasowych gromad Koszary, Łuczywno i Smólniki Racięckie oraz 93 ha z kolonii Racięcice z dotychczasowej gromady Racięcice ze zniesionej gminy Sompolno, a także obszar dotychczasowej gromady Smólniki Osieckie, ponadto miejscowości Szarłatowo (wieś) i Szarłatowo (kolonia) oraz 52 ha z kolonii Szarłatowo-Zagaj z dotychczasowej gromady Szarłatowo (obecnie Szarłatów) ze zniesionej gminy Budzisław – w tymże powiecie. Dla gromady ustalono 12 członków gromadzkiej rady narodowej.
1 stycznia 1958 z gromady Łuczywno wyłączono miejscowości Edmundów, Smulniki Osieckie i Szatanek, włączając je do gromady Dęby Szlacheckie w tymże powiecie.
Gromadę zniesiono 1 stycznia 1960, a jej obszar włączono do nowo utworzonej gromady Osiek Mały w tymże powiecie.